# Liana Orfei
Pour les articles homonymes, voir Orfei.
Liana Orfei, née à San Giovanni in Persiceto le 6 janvier 1937, est une actrice, artiste de cirque et chanteuse italienne. Comme sa cousine Moira Orfei et sa nièce Ambra Orfei (it), elle appartient à la famille de cirque des Orfei.
Active au cinéma entre les années 1950 et les années 1970, elle a joué dans une quarantaine de films. Dans la seule année 1960, elle joue dans pas moins de sept films, y compris dans La dolce vita, où elle n'est toutefois pas créditée au générique. Elle a joué dans beaucoup de films de genre : comédies à l'italienne, de films policiers, de westerns, de péplums, de films science-fiction, d'horreur, etc.
Elle évoque l'ambiance du cirque dans Les Clowns, film documentaire de 1970 réalisé par Federico Fellini.

## Biographie
Liana Orfei est la fille de Paride Orfei, dit Pippo (1909-1956), clown et cavalier et d'Alba Furini. Elle commence dans le milieu du cirque à l'âge de deux ans comme clown miniature. Son personnage s'appelait « Lacrima » (larme).
De quatre ans à huit ans, elle doit interrompre l'activité au cirque à cause d'une grave maladie. Elle se marie très jeune, en 1954, au jongleur Angelo Piccinelli, dont elle se séparera pour épouser en secondes noces en 1975 le manager Paolo Pristipino. Elle quitte son oncle Orlando en 1960 pour fonder avec ses frères Nando (it) et Rinaldo son propre cirque. Ce cirque se distinguera par des productions « colossales ». La crise du cirque des années 1980 la pousse à se séparer en 1984 de son frère Nando et à tenter de nouvelles expériences : Golden Circus au Teatro Tendastrisce (it) de Rome, cirque de la Corée du Nord en 1982.
Au cinéma, elle a travaillé pour des réalisateurs de prestige comme Dino Risi, Antonio Pietrangeli et Mario Monicelli. Elle joue à côté d'Orson Welles dans Les Tartares.
À la télévision, elle a interprété entre autres en 1965 le roman filmé musical Scaramouche (it).
Au théâtre, elle a fait partie des troupes d'Eduardo De Filippo et d'Emma Gramatica. En 1978, elle s'est produite dans le spectacle Liana Orfei Show, réalisé par Gino Landi (it). Lors de cette tournée, elle enregistre des disques et participe à des émissions télévisées. Elle interprète en 2005 la comédie musicale Se il tempo fosse un gambero.
Comme chanteuse, elle a gravé des disques dans pour différentes maisons de disques. Elle reçoit au Festivalbar de 1969 le prix « Volto del juke-box » de cette année.
Dans les années 1980, inspirée par le succès de parcs à thème comme Gardaland et Fiabilandia, elle fonde près de Rimini le parc « Divertimondo », qui ferme en 1989 après quelques années d'activité.
Elle reçoit le prix pour la carrière en 2011 au cours de la onzième édition du « Grand Prix Corallo Città di Alghero ».

## Filmographie

### Au cinéma
- 1959 : Les Prisonniers de la tour (I reali di Francia) de Mario Costa
- 1959 : Tipi da spiaggia de Mario Mattoli
- 1959 : Guardatele ma non toccatele de Mario Mattoli
- 1960 : Le Moulin des supplices (Il mulino delle donne di pietra) de Giorgio Ferroni
- 1960 : Les Pirates de la côte (I pirati della costa) de Domenico Paolella
- 1960 : Le Retour de Robin des Bois (Il cavaliere dei cento volti) de Pino Mercanti
- 1960 : La dolce vita de Federico Fellini (non créditée)
- 1960 : La Terreur du masque rouge (Il terrore della maschera rossa) de Luigi Capuano
- 1960 : Le signore (it) de Turi Vasile
- 1960 : Signori si nasce de Mario Mattoli
- 1961 : Gordon, le chevalier des mers (Gordon, il pirata nero) de Mario Costa
- 1961 : Deux Corniauds contre Hercule (Maciste contro Ercole nella valle dei guai) de Mario Mattoli
- 1961 : Néfertiti, reine du Nil (Nefertiti, regina del Nilo) de Fernando Cerchio
- 1961 : Les Tartares (I tartari) de Richard Thorpe et Ferdinando Baldi
- 1961 : Le Géant de Métropolis (Il gigante di Metropolis) d'Umberto Scarpelli
- 1962 : Les Conquérants héroïques (La leggenda di Enea) de Giorgio Venturini
- 1962 : Le Tyran de Syracuse (Il tiranno di Siracusa) de Curtis Bernhardt
- 1962 : Seul contre sept (Duello nella Sila) d'Umberto Lenzi
- 1963 : Les Motorisées (Le motorizzate) de Marino Girolami
- 1963 : Avventura al motel de Renato Polselli
- 1963 : Hercule, Samson et Ulysse (Ercole sfida Sansone) de Pietro Francisci
- 1964 : Extraconiugale (épisode La douche de Massimo Franciosa)
- 1965 : Casanova 70 de Mario Monicelli
- 1966 : Objectif Hambourg, mission 083 (MMM 83 - Missione morte molo 83) de Sergio Bergonzelli
- 1966 : Nos maris (I nostri mariti) (épisode Le mari d'Attilia ou dans les siècles fidèles de Dino Risi)
- 1966 : Belfagor le Magnifique (L'arcidiavolo) d'Ettore Scola
- 1966 : Ray Master l'inafferrabile (it) de Vittorio Sala
- 1966 : Le Retour des loups (Borman) de Bruno Paolinelli
- 1966 : Les Combinards (La fabbrica dei soldi) de Riccardo Pazzaglia, Juan Estelrich (es) et Jean-Claude Roy
- 1967 : Django le Taciturne (Bill il taciturno) de Massimo Pupillo
- 1968 : Le Prophète (Il profeta) de Dino Risi
- 1968 : ¡Cómo sois las mujeres! de Pedro Lazaga
- 1968 : Ekeinoi pou xeroun n' agapoun de Dimitris Koliatsos
- 1969 : Quand, comment et avec qui ? (Come, quando, perché) d'Antonio Pietrangeli
- 1970 : Fortunata y Jacinta (es) d'Angelino Fons

### À la télévision
- 1964 : Za-bum (it)
- 1965 : Scaramouche (it)
- 1966 : Trampoli
- 1968 : Ciao mamma
- 1981-1982 : Happy Circus

## Discographie partielle
- 1965 : Spengo la luce / Prima di uscire (Ri-Fi)
- 1976 : Prendo la valigia e vado via / Ma cosa volevi (Cinevox SC 1085)
- 1977 : Op-là / Nomadi amori (Cinevox SC 1105)
- 1982 : Domani / Facile (Durium)

### Crédits de traduction
- (it) Cet article est partiellement ou en totalité issu de l’article de Wikipédia en italien intitulé « Liana Orfei » (voir la liste des auteurs).